# Катрич, Анатолий Николаевич
Анато́лий Никола́евич Ка́трич (род. 9 июля 1994, Приморско-Ахтарск, Краснодарский край, Россия) — российский футболист, полузащитник.

## Карьера
Футболом начал заниматься в Приморско-Ахтарске, куда его привёл отец, в прошлом также футболист, выступавший за местный клуб «Русь».
В 2011 году пополнил ряды московского «Динамо». За основной состав впервые сыграл 12 апреля 2015 года в матче чемпионата России против «Мордовии» (2:1). Вместе с командой выиграл Первенство ФНЛ 2016/17 и был признан лучшим полузащитником сезона, также став одним из лучших распасовщиков первенства — 10 голевых передач. Перед сезоном 2018/19 перешёл в «Краснодар», за который провёл единственную игру 27 сентября против курского «Авангарда» в 1/16 финала Кубка России. 22 февраля 2019 года подписал контракт с «Уралом», в составе которого дебютировал 26 мая в матче против «Анжи» (2:0). 31 августа 2019 года перешёл в «Луч». В январе 2021 года пополнил состав ивановского «Текстильщик». Вскоре после дебюта за клуб он выбыл из строя на долгий срок из-за разрыва передней крестообразной связки.
В феврале 2022 года перешёл в казахстанский «Атырау», в июле контракт был расторгнут по обоюдному согласию сторон, за «Атырау» Катрич сыграл в 10 матчах, отметившись одной результативной передачей. 
В сентябре 2022 года подписал контракт с медиафутбольным клубом «Амкал».

## Достижения
Командные
 Динамо (Москва)
- Победитель Первенства ФНЛ: 2016/17.

Личные
- Лучший полузащитник Первенства ФНЛ: 2016/17.